# Diadegma integrator
Diadegma integrator là một loài tò vò trong họ Ichneumonidae.